# Quejigar (Quercus canariensis)
Los quejigares son bosques marcescentes en los que la especie dominante es Quercus canariensis. Este quejigo no aparece dominando grandes bosques, sino intercalado con otros, o formando pequeños bosquetes en ambientes propicios.
En España se extiende por la zona de alcornocales del Sur, Sureste y Nordeste peninsular, en las provincias de Málaga, Sevilla, Cádiz, Huelva, Barcelona y Gerona; en estas dos últimas provincias se encuentra muy hibridado con otros robles y quejigos. Aparecen pequeñas manchas y ejemplares sueltos en Sierra Morena y Montes de Toledo.
Sólo encontramos estos bosques en terrenos silíceos y, a veces, en calizos descalcificados. Recibe precipitaciones de más de 600-800 mm/año, con precipitación estival. Es más higrófilo que el quejigo (Quercus faginea) y necesita también temperaturas superiores; se encuentra desde el nivel del mar hasta los 1000 m de altitud, siempre en exposiciones o ubicaciones húmedas: barrancos, umbrías, bordes de arroyo, etc.
Se mezcla, entra en contacto o forma enclavados con bosques más amplios de castaño, rebollo, quejigo, alcornoque y encina. Sus áreas han sido objeto de repoblaciones con pino negral.